# Jamie Greubel
Jamie Greubel est une bobeuse américaine née le 9 novembre 1983. Elle a remporté avec Aja Evans la médaille de bronze du bob à deux aux Jeux olympiques d'hiver de 2014 à Sotchi, en Russie.

## Palmarès

### Jeux Olympiques
- : médaillée de bronze en bob à 2 aux JO 2014.

### Championnats monde
- : médaillée de bronze en bob à 2 aux championnats monde de 2017.

### Coupe du monde
- 1 globe de cristal : 
  - Vainqueur du classement bob à 2 en 2017.
- 27 podiums  : 
  - en bob à 2 : 6 victoires, 7 deuxièmes places et 14 troisièmes places.
- 1 podium en équipe mixte.

#### Détails des victoires en Coupe du monde
| Édition   | Bob à 2                 |
| 2013-2014 | Igls                    |
| 2015-2016 | Winterberg Lake Placid  |
| 2016-2017 | Lake Placid Pyeongchang |
| 2017-2018 | Park City               |